# Gara Slatina
Gara Slatina este o gară care deservește orașul Slatina, județul Olt, România.
Articole relevante despre Gara Slatina (Olt):

FOTO  Gara Slatina, locul unde a avut loc primul zbor militar din istoria aeronauticii românești
(autor: Mugurel Manea)
https://adevarul.ro/stiri-locale/slatina/foto-gara-slatina-locul-unde-a-avut-loc-primul-1484210.html

FOTO  Gara Slatina, locul celei mai importante răscoale din România de la începutul sec. XX
(autor: Mugurel Manea)
https://adevarul.ro/stiri-locale/slatina/foto-gara-slatina-locul-celei-mai-1525602.html

FOTO VIDEO  Gara Slatina are un nou “look”
(autor: Mugurel Manea)
https://adevarul.ro/stiri-locale/slatina/foto-video-gara-slatina-are-un-nou-look-1549573.html

FOTOGALERIE  “Facelift” de amploare la Gara Slatina
(autor: Mugurel Manea)
https://adevarul.ro/stiri-locale/slatina/fotogalerie-facelift-de-amploare-la-gara-1449300.html